# Nelumbo
Genre
Classification phylogénétique
Le genre Nelumbo est le seul représentant de la famille des Nelumbonaceae.

## Espèces
Le genre ne compte plus que deux espèces acceptées :
- Nelumbo lutea Willd. — lotus jaune, ou lotus d'Amérique
- Nelumbo nucifera Gaertn. — lotus sacré, ou lotus des Indes, ou lotus Magnolia

## L'effet lotus
L'effet lotus est un phénomène de superhydrophobie causé par une rugosité nanométrique. Son nom provient du lotus sacré (Nelumbo nucifera), dont les feuilles présentent cette caractéristique. D’autres plantes, comme les feuilles de capucine (Tropaeolum), de chou (Brassica oleracea), de roseau (Phragmites) ou de l'ancolie, et certains animaux, notamment des insectes, montrent le même comportement. L'effet lotus confère à la surface des capacités autonettoyantes : en s'écoulant, les gouttes d'eau emportent avec elles les poussières et particules. La faculté d’auto-nettoyage des surfaces hydrophobes à structure microscopique et nanoscopique a été découverte dans les années 1970 et son application aux produits biomimétiques remonte au milieu des années 1990[réf. souhaitée].